# Гог (Marvel Comics)
Гог (англ. Gog) — персонаж, супер-злодей, появляющийся в комиксах издательства Marvel.

## История публикаций
Созданный писателем Роем Томасом и Гилом Кейном, впервые появился в Удивительный Человек-паук #103.

## Биография
Во время путешествия через Дикую Землю, Крэйвен-Охотник находит разбившийся космический корабль в зыбучих песках и решается зайти внутрь. Там он находит юного и очень маленького Гога и другого члена корабля, который, вероятно всего, умер во время аварийной посадки корабля. Решив спасти молодого Гога с тонущего корабля, Крэйвен забирает его с собой, дает ему имя Гог и решает воспитать его как домашнее животное; к удивлению Крэйвена, Гог быстро вырастает до гигантских размеров всего за несколько дней после того, как обнаружили его. Крэйвен, понимая, каким полезным может быть Гог, решает использовать его в заговоре с целью завоевания Дикой Земли. После похищения Гвен Стейси из лагеря в Дикой Земле, Крэйвен и Гог сражаются против героев Ка-Зар и Человек-Паук. Пока Ка-Зар имеет дело с Крэйвеном, Человек-Паук побеждает Гога, заманивая его в зыбучие пески, в которых он погружается на дно.
Позднее Гог был спасён от смерти в зыбучих песках Мародёром. Имея Гога (который создал устройство, которое позволяет ему говорить на английском языке) выступающего в качестве служащего, Мародёр использует его, что бы попытаться украсть сыворотку супер-солдата в Нью-Йорке. Следуя в Нью-Йорк за Ка-Заром, Гог и Мародёр сражаются с ним прежде чем Гог, используя свои браслеты для телепортации, сбегает, сначала к Статуе Свободы, потом к Всемирному Торговому Центру и наконец в другое измерение.
Гога позже нашли в измерении и вывели оттуда Доктор Осьминог и Зловещая Шестерка, который принял его в их группу как шестого участника. Пособничая Зловещей Шестёрке в сражениях с множеством героев, Гога в сражении избивает герой Соло и сжимает Мистер Фантастик, который отправляет его обратно в измерение в котором его нашла Зловещая Шестёрка.
Гог позже появляется на Острове Монстров, когда Китти Прайд и Мэджик ищут там девушку-мутанта Бо. Гог находится среди монстров атакующих троицу, пока Мэджик не телепортировала себя, Китти Прайд и Бо в Школу высшего образования Джин Грей.

## Силы и способности
Гог обладает сверхчеловеческой силой. Он также носит браслеты, которые способны предоставить ему межпространственную телепортацию.